# فلیکس پیرومیان
فلیکس آشوتی پیرومیان (Ֆելիքս Աշոտի Փիրումյան؛ زادهٔ ۲۷ اوت ۱۹۵۴) یک سیاستمدار اهل ارمنستان است که از تاریخ ۱۹۹۳ تا تاریخ ۱۹۹۵ در دولت‌های دولت هراند باگراتیان، دولت آرمن سارگسیان و دولت روبرت کوچاریان سمت وزیر شهرسازی ارمنستان را برعهده داشت.

## زندگی‌نامه
در ۲۷ اوت ۱۹۵۴ در تفلیس به دنیا آمد و از دانشگاه پلی‌تکنیک ارمنستان فارغ‌التحصیل شد. .

## یادداشت
1. ↑  Հայաստանի Հանրապետության տնտեսական մրցակցության պաշտպանության պետական հանձնաժողովի նախագահ